# Волков, Николай Кузьмич
Николай Кузьмич Волков — сборщик покрышек шинного завода Ленинградского производственного объединения «Красный треугольник» Министерства нефтеперерабатывающей и нефтехимической промышленности СССР, Герой Социалистического Труда (15.01.1974).
Родился 12.08.1934 г. в д. Лежни Руднянского района Западной (позже — Смоленской) области.
Окончил семилетнюю школу. В 1949—1953 годах работал молотобойцем колхоза «Знамя труда» Медынского района Калужской области, затем кузнецом Кременской МТС. В 1953—1956 годах служил в Армии. С 1956 года член КПСС.
В 1956 году приехал в Ленинград и поступил на шинный завод производственного объединения «Красный треугольник», на котором проработал 32 года — до выхода на пенсию. Работал сборщиком покрышек, наладчиком-инструктором, заместителем начальника цеха.
По итогам восьмой пятилетки (1966—1970) за высокие достижения награжден орденом Ленина.
Указом Президиума Верховного Совета СССР от 15 января 1974 года за выдающиеся успехи в выполнении и перевыполнении плановых заданий, высокие технико-экономические показатели в работе присвоено звание Героя Социалистического Труда.
С 1988 года — персональный пенсионер союзного значения.
Живет в Санкт-Петербурге.
Трижды избирался депутатом Ленинградского городского Совета депутатов трудящихся.
Награжден двумя орденами Ленина (20.04.1971, 15.01.1974), медалями.